# 순례자 (영화)
《순례자》(The Pilgrim)는 찰리 채플린이 1923년 퍼스트네셔널 영화사에서 제작한 영화이다.

## 캐스팅
- 찰리 채플린 - 순례자
- 에드나 퍼바이언스 - 여자
- 시드니 채플린 - 결혼하려는 남자 / 아이의 아빠 / 기차의 안내자
- 메이 웰즈 - 아이의 엄마
- 맥 스웨인 - 부제
- 키티 브래드버리 - 여자의 엄마
- 헨리 버그만 - 기차역의 뚱뚱한 남자 / 기차 보안관
- 톰 머레이 - 브라이언 보안관
- 로열 언더우드 - 수염 기른 늙은이
- 찰스 레지너 - 하워드 헌팅턴
- 필리스 앨런 - 모임의 일원
- 마리온 데이비즈 - 모임의 일원
- 몬타 벨 - 경찰